# Aeroportul Municipal Stevens Point
Aeroportul Municipal Stevens Point (IATA: STE, ICAO: KSTE, FAA LID: STE) este un aeroport din Wisconsin, Statele Unite ale Americii. Aeroportul a fost tranzitat în 2019 de 8 pasageri.
Situat la o altitudine de 338 m, aeroportul dispune de 2 piste.

## Infrastructură

### Piste
Aeroportul dispune de 2 piste. Pista 03/21 are suprafața de asfalt și dimensiunile 6.028 picioare × 120 picioare. Pista 12/30 are suprafața de asfalt și dimensiunile 3.635 picioare × 75 picioare. 